# Narodni park Lençóis Maranhenses
Narodni park Lençóis Maranhenses (portugalsko Parque Nacional dos Lençóis Maranhenses) leži na severovzhodu Brazilije, v zvezni državi Maranhão, vzhodno od Baía de São José (med 02º19’—02º45’ S in 42º44’—43º29’ W). Plitvo kotanjo nepropustnih kamnin ponekod prekrivajo obsežne peščene sipine, 70 km obale in notranjost. Območje pokriva okrog 155.000 ha in je v deževni dobi poplavljeno, kljub temu pa je rastlinstvo zelo peščene podlage redko. Julija 2024 je bili park vpisan na Unescov seznam svetovne dediščine zaradi svoje izjemne lepote in dejstva, da je edinstven naravni vidik na svetu.

## Fizična geografija
Park je na severovzhodni obali Brazilije v državi Maranhão vzdolž vzhodne obale, meji na 70 kilometrov plaž vzdolž Atlantskega oceana. V notranjosti meji na reko Parnaíba, porečje São José in reke Itapecuru, Munim in Periá. Park obsega območje 155.000 hektarjev, sestavljeno predvsem iz obsežnih obalnih sipin (sestavljenih iz barhanoidnih sipin), ki so nastale v poznem kvartarnem obdobju.:79
Medtem ko je večina parka videti kot puščava, območje prejme približno 1200 milimetrov dežja na leto, medtem ko puščave po definiciji prejmejo manj kot 250 milimetrov letno. Približno 70 % teh padavin pade med mesecem januarjem in majem.
Pesek iz notranjosti celine nosita reki Parnaíba in Preguiças v park, od koder ga nato vetrovi vrnejo nazaj v notranjost do 50 kilometrov, kar ustvari niz peščenih sipin, ki se dvigajo do 40 metrov visoko. V deževnem obdobju, med mesecem januarjem in junijem, deževne nevihte napolnijo prostore med sipinami s sladkovodnimi lagunami do 100 metrov v dolžino in 3 metre v globino, skupaj pa obsegajo kar 41 % površine parka. Odtekanje vode v lagunah preprečuje plast neprepustne kamnine, ki je pod peščeno površino. Lagune imajo običajno temperaturo med 27,5 °C in 32 °C, pH med 4,9 in 6,2 in nizko vsebnostjo raztopljenih hranil. Ko se vrne sušna sezona, bazeni hitro izhlapijo in izgubijo kar 1 meter globine na mesec.
V notranjosti parka sta dve oazi ali počivališči, Queimada do Britos, ki pokriva površino 1100 hektarjev in Baixa Grande, ki pokriva površino 850 hektarov.
Območje parka ima povprečno letno temperaturo med 26 °C in 28,5 °C in letno temperaturno nihanje približno 1,1 °C .

## Ekologija
Lagune v parku so pogosto povezane med seboj, pa tudi z rekami, ki tečejo skozi območje. So dom številnim vrstam rib in žuželk, vključno z ribo volkom Hoplias malabaricus, ki se zarije v mokre plasti blata in v sušnem obdobju miruje. Poleg sipin, ki tvorijo središče parka, ekosistem vključuje tudi območje restinga in ekosistem mangrov.
Park je dom štirih vrst, navedenih na brazilskem seznamu ogroženih vrst: škrlatnia ibis (Eudocimus ruber), neotropska vidra (Lontra longicaudis), tigrasta mačka ali oncile (Leopardus tigrinus) in zahodnoindijska morska krava (Trichechus manatus). Park vključuje tudi 133 vrst rastlin, 112 vrst ptic in vsaj 42 vrst plazilcev.

## Turizem
Narodni park Lençóis Maranhenses sprejme več kot 100.000 obiskovalcev na leto, leta 2021 je dosegel številko 280.878 obiskov, leta 2023 pa približno 408 tisoč turistov, poroča Inštitut Chico Mendes za ohranjanje biotske raznovrstnosti (ICMBio). Običajne dejavnosti v parku vključujejo deskanje, vožnjo s kanujem in jahanje.[18]
Leta 2023 ga je The New York Times izbral za eno izmed turističnih destinacij leta.
Julija 2024 je mestna hiša Santo Amaro napovedala, da bo ponovno začela zaračunavati 10 realov za turiste, ki obiščejo Lençóis Maranhenses prek občine.

## V popularni kulturi
Park je bil prikazan v brazilskem filmu The House of Sand. 
Kadhal Anukkal, pesem iz indijskega tamilskega filma Enthiran, je bila tudi posneta tam.
Filma Avengers: Infinity War (2018) in Avengers: Endgame (2019) sta uporabila pokrajino parka kot planet Vormir.
Leta 2022 so v parku posneli koncert glasbene skupine RY X.
- Pogled na park s sipin
- Jezerce (t. i. ribnik)
- Sladkovodno jezerce
- Sipine in jezerca
- Sončni zahod na sipinah
- Ribnik
- Lagoa dos Peixes (Ribnik)
- Ribič
- Svetilnik Preguiças
- Vas Mandacaru na obrobju parka, pogled s svetilnika
- Sipina
- Lago Verde (Zeleno jezero)
- Pogled na park

## Dostop in ogled
Sedež parka je približno 260 km od glavnega mesta São Paula, São Luís, na bregovih reke Preguiças. Dostop do parka je po kopnem, preko BR 135, po morju, z vstopom v rečni kanal Preguiças v Atinsu, po reki, iz Barreirinhasa, preko reke Preguiças, in po zraku prek mednarodnega letališča Parnaíba in majhnega letališča Barreirinhas.